# 韦博英语
韦博英语（英語：Web International English）是中国一家大型連鎖英语培训机构，在中国英语补习市场，與美联、英孚、华尔街英语并称为“四巨头”。公司于1996年创立于上海，品牌門店于1998年創立。截至2019年，该机构在全中国60多个城市设立了150多家中心。

## 概觀
韦博英语创始人兼CEO为高卫宇，出生于1972年5月，上海交通大学计算机科学与工程系畢業後，他攻讀同校EMBA碩士学位，畢業後，創辦了韋博英語。在成立初期，韋博英語引進連鎖店式經營模式和明亮制式的门店裝潢风格，於90年代全中國經濟野蠻生長時期抓住了區隔商機，給予家長一種可信任度，而當時多數補習班還是簡陋的出租房改裝且教師資質無從查證。這為韋博英語提供了一炮而紅的區隔商機。在快速展店累積資金後，高衛宇研發出成年人开放课程，如商务英语、出国英语、职场英语旅游英语等。同時，韦博英语采用“小班教学+大班沙龙课”的教学模式，讓學生接觸外教老師的機會變多。一時之間，韋博英語在中國成為市場領袖，覆盖线上、线下、成人、少儿以及游学等英语教育领域。在品牌效應加持下，其學費高昂，但依然學生眾多。

### 危機
2010年代後，中國經濟得到了大幅發展，創業資本變多而補教業終歸是低門檻且技術並不高深的服務業，仿效者如雨後春筍。同時，網路和手機高速發展讓更多人的學習管道增多，許多線上教學的創新方興未艾分食了傳統補習市場，韋博英語高收費的形象開始讓眾多消費者三思。為了確保現金流的穩定，韋博英語開始採取推銷消費者向網路錢莊或金融機構貸款的方式，先讓資金入袋再由學生每月向金融機構還款。而韋博英語財務危機跡象在2018年就開始顯現，有自救會教師表示，2019年从7月份开始就只能拿到基本工资了，公司上层给的回复是在10月份把薪资全部补齐，但在国庆节放假前，公司也只是补发了2200元人民幣。

### 大量倒閉
2019年9月28日，一则《韦博一位有良心的员工的公开信》登上热搜，引爆輿論，信中表示韦博英语的惊天内幕被曝了出来，信中爆料，在北京六个校区已很久没发工资，基本已经停运。韦博老板的意思是让员工先拖住会员，不要找事闹事，未来北京公司将会宣布破产，员工工资和學费将灰飞烟灭。而韦博要求門店停業对外宣称的统一口径是门店裝修和系统升级。大股东之一高四海9月25号来北京，之后直接告诉我们「爱去哪里告随便，爱怎么着怎么着，就是没钱。以后各中心都会关门」。此公告信一出，輿論嘩然。
2019年9月底，已經有人向市場監管局報案而使公司被立案調查，壓力下，韦博英语副总裁高四海又在網路群发布了一份「学员安置方案」。但该方案空洞，沒有明確承諾，被解讀為跑路捲款方案之後開始引起恐慌和擠兌退款，同時有被逼問的員工也反向向學生透露「自己也很难做，工资被拖欠，老板跑路，工作人员自己还在维权討薪，对消费者学费有心无力。」不少人一次繳交一兩年學費動輒3-5萬人民幣，记者走访的徐汇门店，僅一家店总体涉及金额已超过5000万元。成都银石校区原校长吴羽接受訪問還爆出更大驚天消息，他出示辭職信表示，在9月30日就离职了，而从9月末到现在，他也一直都联系不上成都片区负责人的大股東高四海，整個公司高層都失聯失蹤。
工商局表示，2018年8月，中国国务院80号文件下发，根据文件精神，明确规定培训机构不得一次性收取时间跨度超过3个月的费用，韦博英语一次透過仲介貸款方式收取一兩年的學費後捲款失聯已多重違法。
2019年10月12日凌晨，韦博英语创始人兼CEO高卫宇发表致员工信，信中表示，近年英語補習業績急速惡化導致資金斷裂，貸款拯救失敗，9月份消息見報以來，負面輿情爆發導致剩下的經營可能性也喪失，目前已經洽談一些補習機構讓他們願意接收學員，員工欠薪方面也會打下欠款，單待「日後有能力時償還」。但同日有人在網上公布聊天截圖和上海現場調解會失控的錄像，顯示在惡性倒閉前十多天有不少內部員工已經知道，而高層授意繼續在剩下幾天大量招生收費，將收來的費用先退給有買課的員工親屬，坑殺最後十多天的不知情消費者，可能因錢不夠分有內部參與密謀員工後來被黑吃黑沒退到錢而公開出來揭發。目前，此事已經被一併告上官司。

## 品牌
- 韦博英语
- 韦博开心豆少儿英语
- 韦博嗨英语
- 韦博好外教
- 韦博青少APP

## 爭議
- 2004年虹口分校突然关门，媒体介入后，總部指责加盟商不履行协议并推出善后方案[13]。深圳分店曾被曝出存在收费不清晰、退费难的问题，在深圳市消委会收到非学历教育类的投诉中排第一名[14]。
- 2019年10月多地門店倒閉事件，北京、上海、成都、杭州以及天津等城市的分店关门，存在拖欠员工工资、社保欠发的情况。学员声称报名时即被推銷签署贷款协议，从京东白条、百度有钱花等平台线上贷款[15]款項一次性由公司拿走，之後學生按月還款給至金融單位，現在課程沒得上但依法律規定要繼續還款否則違約，只能後續官司中向補習班求償。

## 參看
- 邱素貞瑜伽天地惡性倒閉事件
- 藝樂寶貝事件
- 亞力山大健康休閒俱樂部惡性倒閉